# ヤスナ・グラ修道院

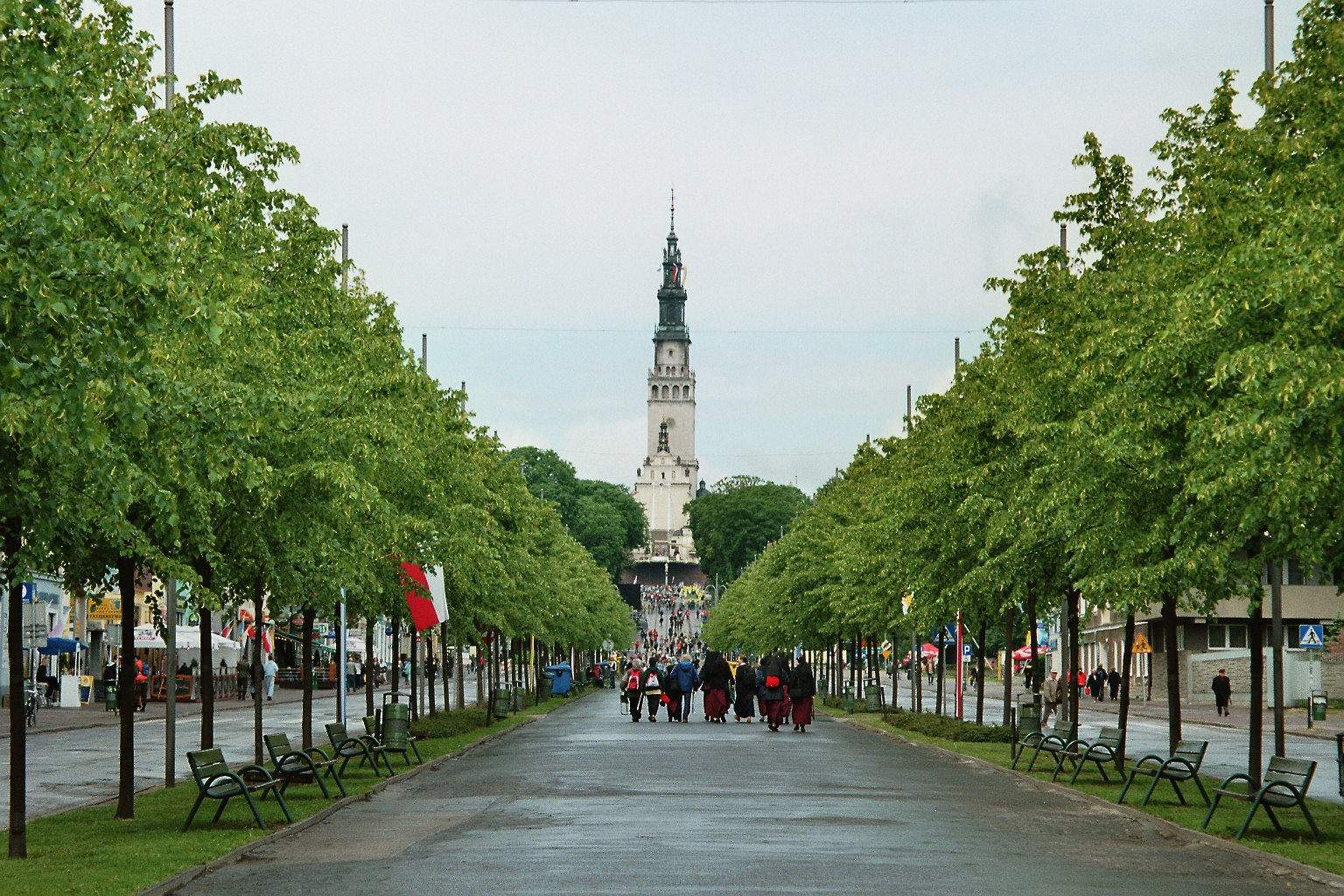

ヤスナ・グラ修道院（Zespół klasztorny paulinów na Jasnej Górze）は、ポーランドのチェンストホヴァにある、聖母マリアに捧げられたカトリック教会の修道院である。ポーランド中から巡礼が訪れる。ヤスナ・グラの聖母と呼ばれる御絵（イコン）は奇跡的な力を持つとされており、ヤスナ・グラ修道院の最も貴重な宝とされている。
1382年、オポーレ公ヴワディスワフ・オポルチクに招かれてハンガリーからやってきたカトリックの司教団が建設した。このあたりでは最も重要とされる聖母マリアのイコンがあるため、数百年にわたって巡礼地となっている。ヤスナ・グラの聖母は数々の奇跡を起こしてきたとされ、崇敬されている。たとえば17世紀の大洪水時代にスウェーデンに侵略された際、この修道院が包囲されたにもかかわらず奇跡的に残ったのは、このイコンが守ったからだとされている。この一件は軍事的には重要ではなかったが、これによってポーランドの抵抗が盛り上がった。ただしポーランド側は即座に戦局を盛り返したわけではなく、クリミア・ハン国との同盟後にスウェーデン側を撃退することができた。その直後の1656年4月1日、ポーランド王ヤン2世はリヴィウの大聖堂で、神の母の庇護の下に国を捧げることを誓い、彼女を彼の王国の守護者にして女王とすることを宣言した。

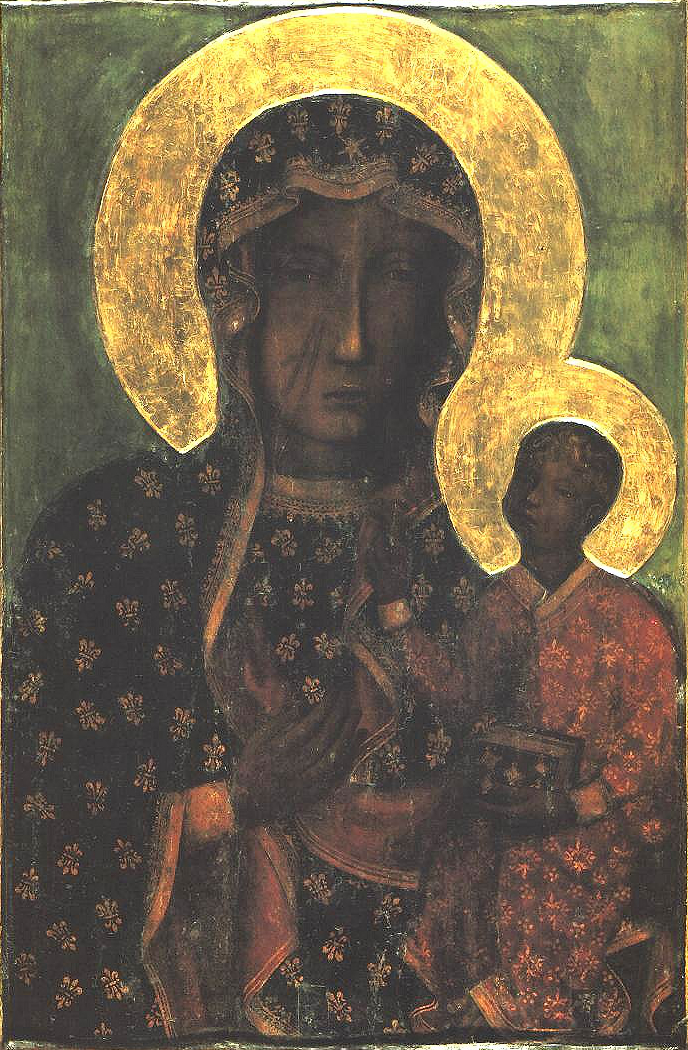
ヤスナ・グラの聖母
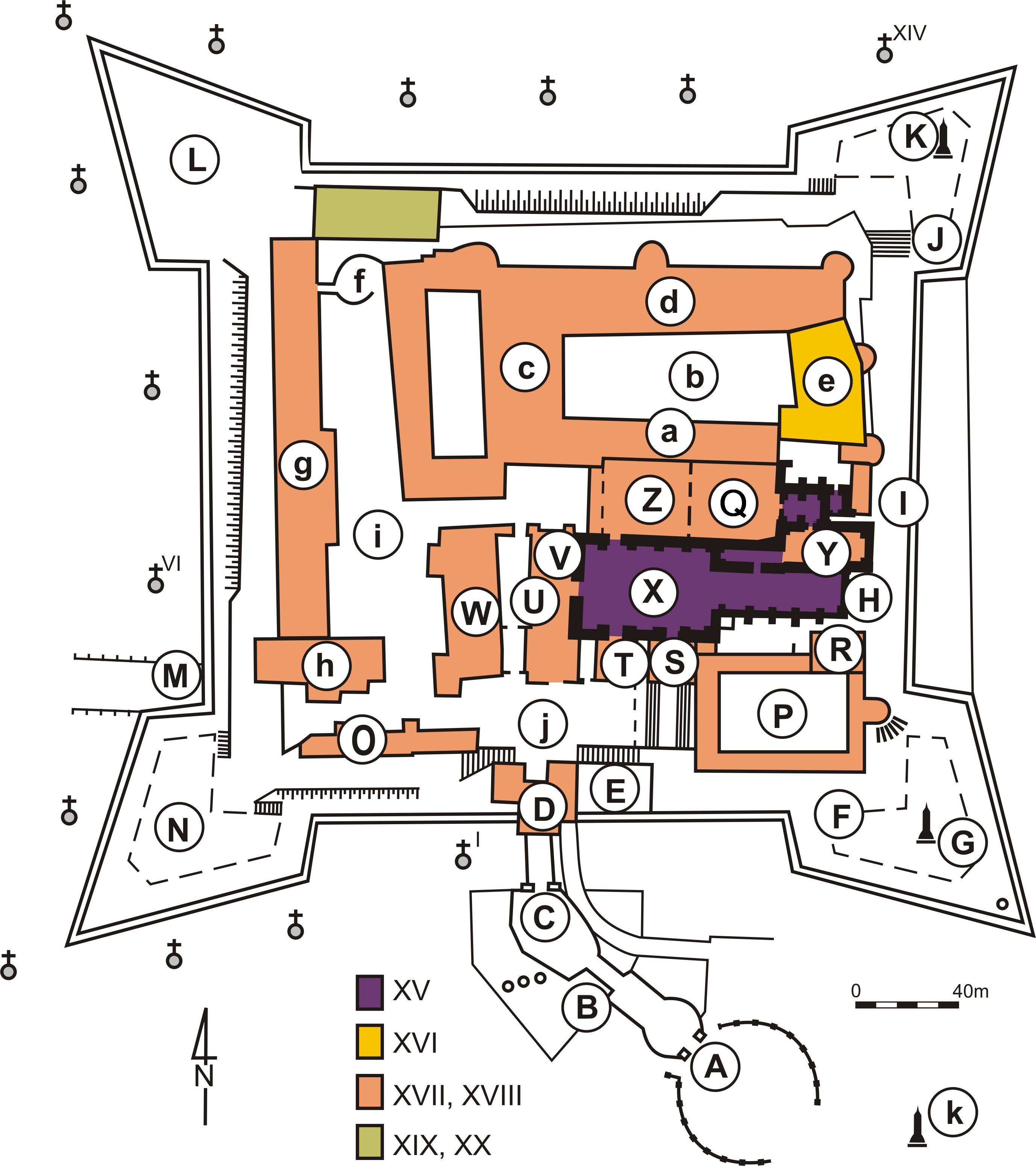
平面図
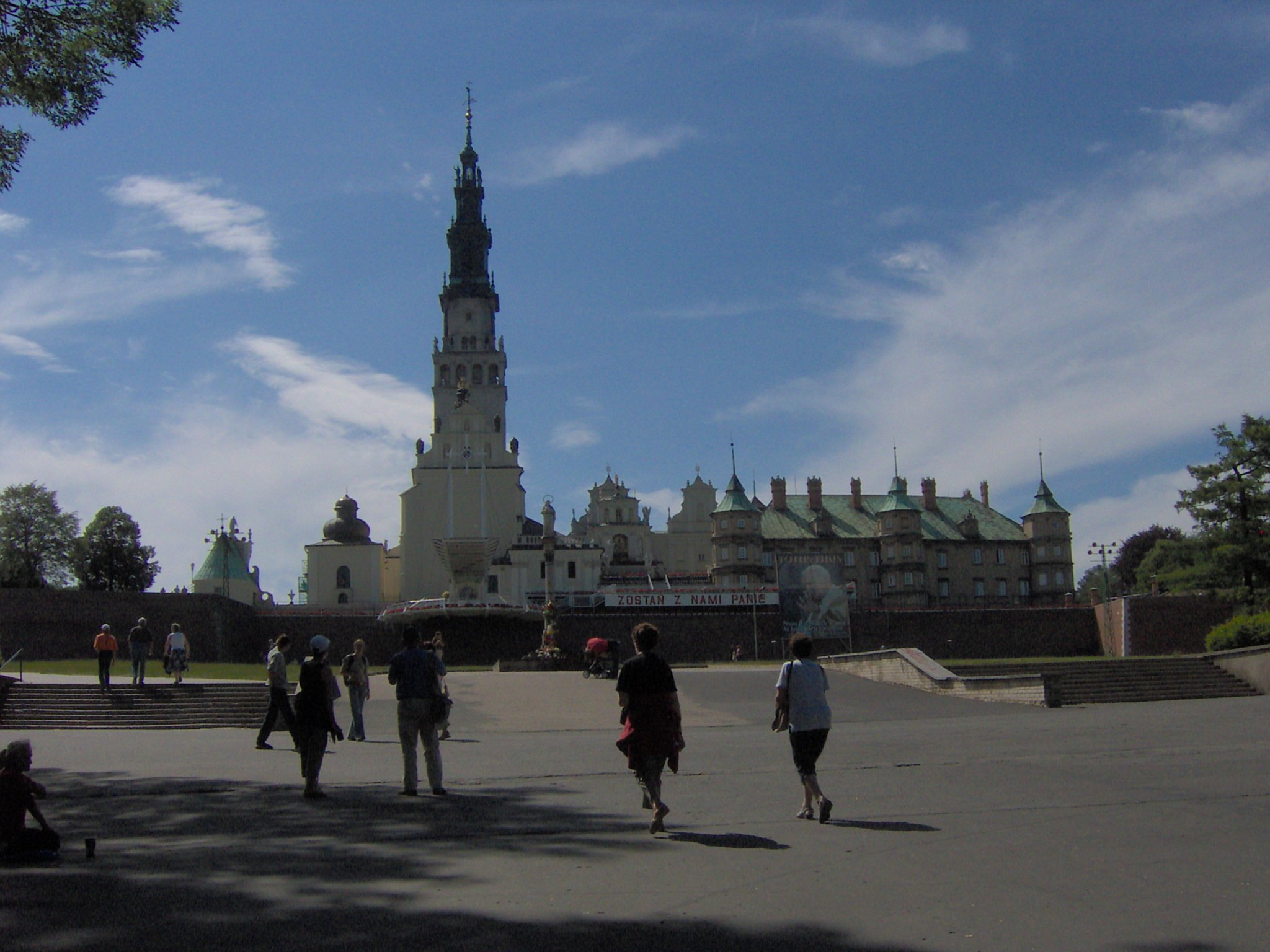
ヤスナ・グラ修道院
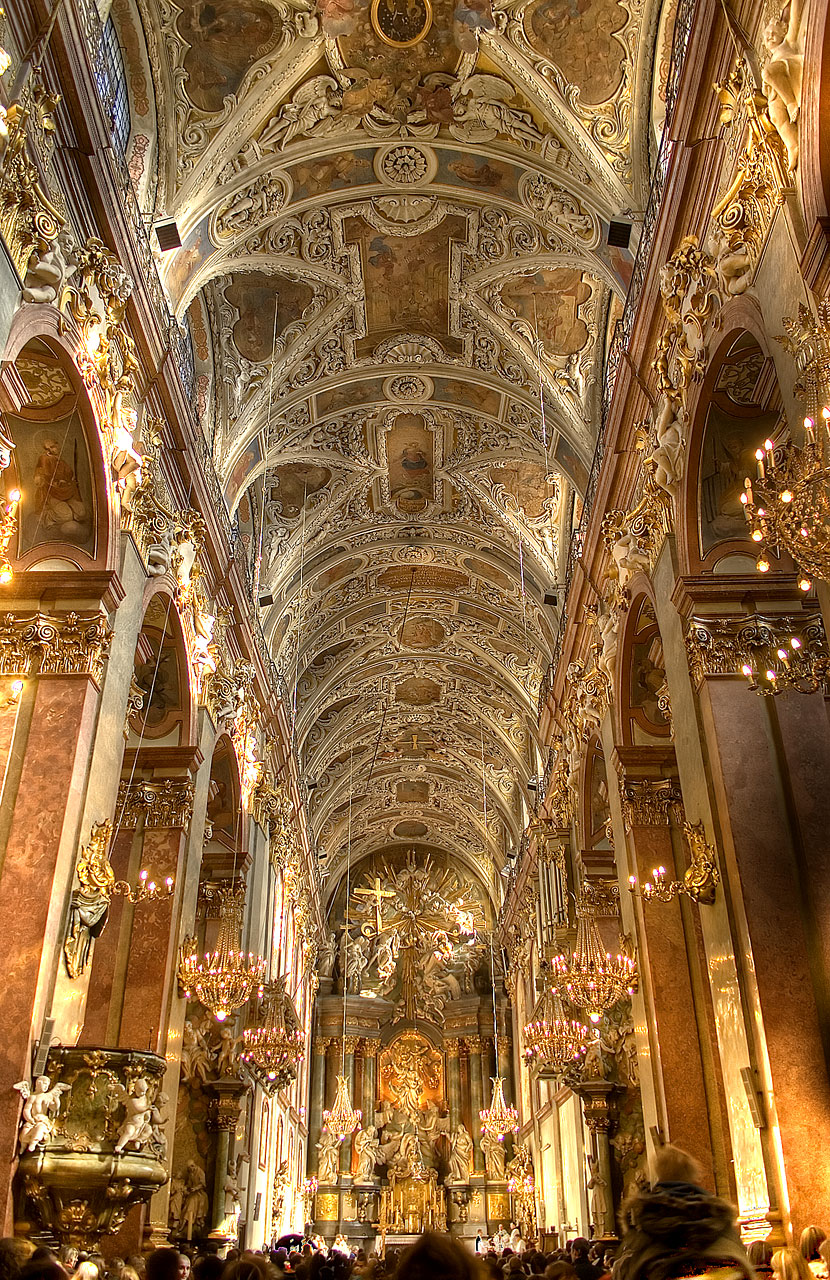
バシリカの本堂
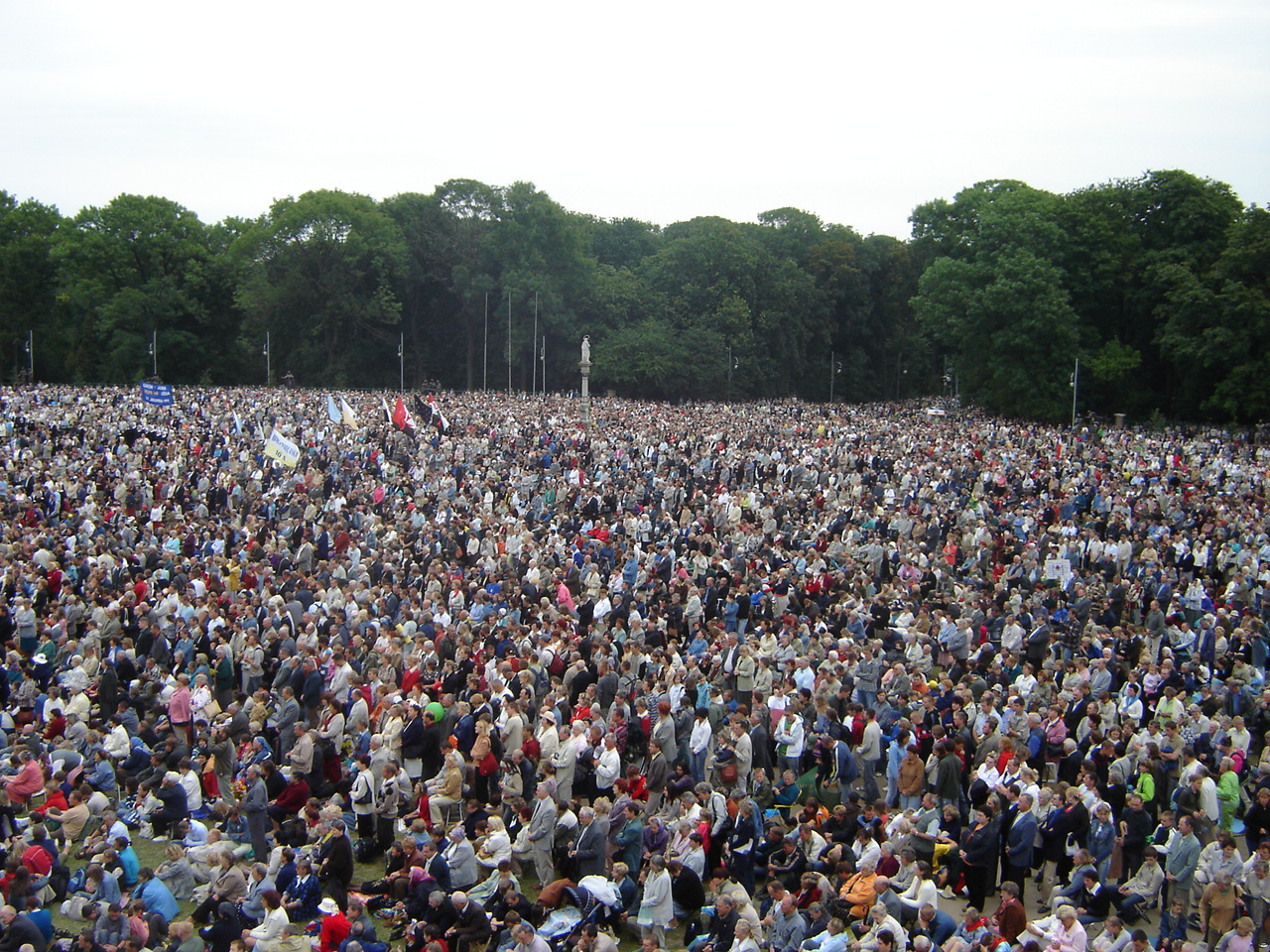
聖母被昇天の祝日に集まった巡礼者たち